# Małyj Manycz
Małyj Manycz (ros. Малый Маныч) – słone jezioro w południowej Rosji europejskiej, na granicy Kałmucji i Kraju Stawropolskiego, w systemie wodnym Manycza. Powierzchnia – 78,8 km², wysokość lustra wody – 11 m n.p.m. 
Jezioro Mały Manycz leży w centralnej części Obniżenia Kumsko-Manyckiego, między jeziorami Manycz-Gudiło i Manycz.